# Забулис, Генрикас Каролевич
Генрикас Каролевич Забулис (18 февраля 1927 года — 11 сентября 2010 года, Вильнюс, Литва) — советский и литовский учёный-педагог и филолог, академик АПН СССР, иностранный член РАО (1999).

## Биография
Родился 18 февраля 1927 года в деревне Видишкяй Укмяргского района Литвы.
В 1950 году — окончил Вильнюсский университет по специальности «Классическая филология», в 1958 году — аспирантуру классической кафедры филологического факультета МГУ.
С 1950 по 1951 годы — работал диктором Литовского радио, с 1952 по 1955 годы — вел занятия в Вильнюсском педагогическом институте.
С 1958 по 2000 годы — преподавал в Вильнюсском университете латинский и греческий языки, античную литературу, эстетику, риторику.
С 1966 по 1990 годы — министр высшего и специального среднего образования ЛитССР (с 1988 года должность называлась «министр просвещения»).
20 мая 1983 года — защитил на филологическом факультете МГУ докторскую диссертацию, тема «Поэтическая модификация философии индивидуализма накануне и в эпоху Августа».
15 апреля 1999 года — был избран иностранным членом Российской академии образования.
Скончался 11 сентября 2010 года в Вильнюсе, похоронен на Антакальнисском кладбище.
Автор книг: Вильнюсский университет в истории Литвы. Вильнюс, 1979. 51 с.; Республиканские идеалы в золотой поэзии Рима. Вильнюс, 1982. 264 с.